# Scrophularia kiriloviana
Scrophularia kiriloviana är en flenörtsväxtart som beskrevs av Boris Konstantinovich Schischkin. Scrophularia kiriloviana ingår i släktet flenörter, och familjen flenörtsväxter. Inga underarter finns listade i Catalogue of Life.